# Оболовка
Оболовка (рос. Оболовка) — присілок в Спас-Деменському районі Калузької області Російської Федерації.
Населення становить 14 осіб. Входить до складу муніципального утворення Присілок Понизовье.

## Історія
Від 2004 року входить до складу муніципального утворення Присілок Понизовье

## Населення
| 2002 | 2007 | 2010 |
| ---- | ---- | ---- |
| 18   | ↘12  | ↗14  |